# Amerikaanse zeeduivel
De Amerikaanse zeeduivel (Lophius americanus) is een straalvinnige vis uit de familie van zeeduivels (Lophiidae), orde van vinarmigen (Lophiiformes). De vis kan een lengte bereiken van 120 centimeter. 

## Leefomgeving
Lophius americanus is een zoutwatervis. De soort komt voor in gematigde wateren in de Atlantische Oceaan op een diepte tot 668 meter. 

## Relatie tot de mens
Lophius americanus is voor de visserij van groot commercieel belang. In de hengelsport wordt er weinig op de vis gejaagd. 